# Stylidium petiolare
Stylidium petiolare är en tvåhjärtbladig växtart som beskrevs av Otto Wilhelm Sonder. Stylidium petiolare ingår i släktet Stylidium och familjen Stylidiaceae. Inga underarter finns listade i Catalogue of Life.

## Bildgalleri

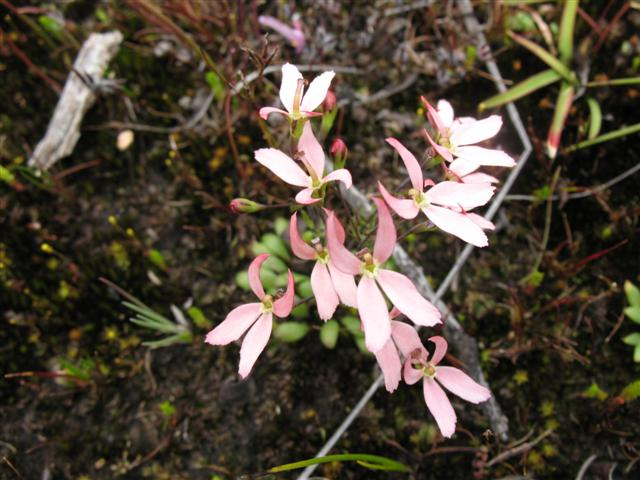
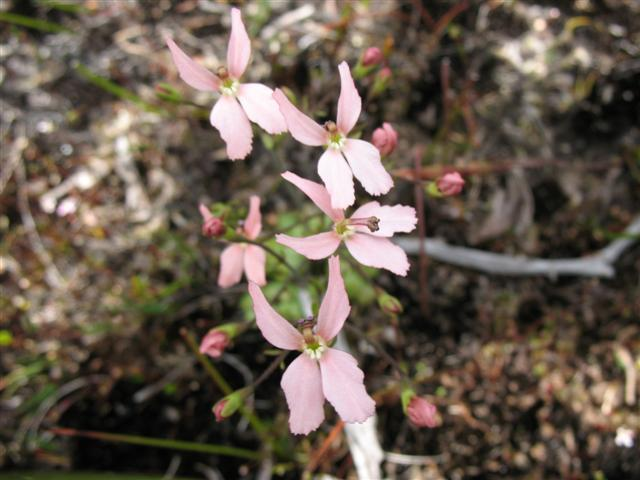
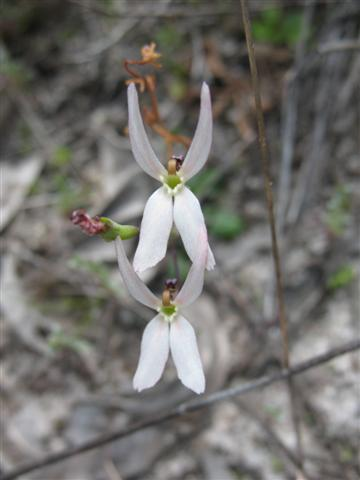